# 共生社会システム学会
共生社会システム学会（きょうせいしゃかいシステムがっかい、英: The Association for Kyosei Studies, AKS）は、「持続可能」な「共生社会」の実現を目標とする日本の環境哲学・思想研究者を対象とした学術団体である。「人文社会科学系研究者だけでなく、自然・環境科学系研究者、市民、大学院生・学生、そしてNPOなど、幅広い参加」を呼びかけており、環境問題に対する学際的な研究機関として機能している。

## 概要
「『持続可能性』、『コミュニケーション』などの概念や『農』の摂理を踏まえ、人文社会科学の今日の総合的視点を『共生』と定位し、そこから共生持続社会の構築に必要な問題の解明と 現状分析方法の確立、問題の解決方策の定立を目指して」2006年10月に設立された。
また、共生社会システム学会は、日本学術会議の日本学術会議協力学術研究団体の一つである。

## 学会誌
学会誌として『共生社会システム研究』を発行している。